# Bulbophyllum pleurothalloides
Bulbophyllum pleurothalloides là một loài phong lan thuộc chi Bulbophyllum.